# Petra Kamínková
Petra Kamínková, geboren als Petra Drajzlajtlova (Olomouc, 19 januari 1973) is een Tsjechische langeafstandsloopster. Ze is meervoudig Tsjechisch kampioene op diverse langeafstanden.

## Biografie
Haar eerste succes behaalde ze in 1998 door in eigen land nationaal kampioene te worden op de 5000 m. Hierna won ze nog diverse nationale kampioenschappen op de verschillende lange afstanden.
Ook in Nederland is Kaminkova geen onbekende. Op 3 februari 2008 won ze de voor de vierde keer de Midwinter Marathon in Apeldoorn in een nieuw parcoursrecord van 2.39,20. Ze verbrak hiermee haar eigen parcoursrecord dat ze in 2004 realiseerde. In 2006 werd ze zesde op de halve marathon van Egmond met 5.36 minuten achterstand op de Keniaanse winnares Susan Chepkemei die 1:12.16 nodig had. Ook behaalde Kaminkova plaatsen in de top tien op de Dam tot Damloop, Zevenheuvelenloop, Tilburg Ten Miles, halve marathon van Utrecht, halve marathon van Zwolle en het Loopfestijn Voorthuizen (10 km).

## Titels
- Tsjechisch kampioene 5000 m - 1998, 1999, 2002, 2005, 2006
- Tsjechisch kampioene 10.000 m - 2002, 2003, 2004, 2005, 2006
- Tsjechisch kampioene 10 km - 1999, 2000, 2001, 2002, 2003, 2004, 2005, 2006, 2007
- Tsjechisch kampioene halve marathon - 2001
- Tsjechisch kampioene veldlopen - 1999

## Persoonlijke records
| Onderdeel      | Prestatie | Datum             | Plaats    |
| -------------- | --------- | ----------------- | --------- |
| 5000 m         | 16.11,52  | 19 juni 2005      | Gävle     |
| 10.000 m       | 33.38,68  | 15 juli 2000      | Pilsen    |
| 10 km          | 35.28     | 30 september 2007 | Bechovice |
| halve marathon | 1:12.19   | 10 april 2004     | Paderborn |
| marathon       | 2:39.20   | 3 februari 2008   | Apeldoorn |

## Palmares

### 5000 m
- 2005:  Europacup - 16.11,52
- 2006: 7e Europacup - 17.28,42

### 10 km
- 2004:  Almere Great Ten - 34.13
- 2005:  Fortis Loopfestijn Voorthuizen - 33.25
- 2005:  Hemmeromloop - 34.51
- 2006:  Fortis Marathon Utrecht - 35.14
- 2006: 7e Tilburg Ten Miles - 34.25
- 2007:  Hemmeromloop - 33.39
- 2014:  RunTour in Olomouc - 35.55
- 2014:  Bechovice-Praha in Praag - 35.55
- 2014:  Hornicka Desitka in Frydek-Mistek - 35.43
- 2015:  Rohalovska Desitka in Prusinovce - 37.11
- 2015:  Grymovska Desitka - 37.22
- 2015:  Pececka Desitka in Pecky - 35.34
- 2015:  RunTour in Olomouc - 35.34
- 2015:  Bechovice-Praha in Praag - 35.19
- 2015:  Hornicka Desitka in Frydek-Mistek - 35.17
- 2016:  Zimni Beh Kolem Becvy in Grymov - 37.39
- 2016:  Slavoninska Desitka in Olomouc - 38.16
- 2016:  Rohalovska Desitka in Prusinovce - 36.31
- 2016:  Grymovska Desitka - 36.31
- 2016:  Pececka Desitka in Pecky - 34.43

### 15 km
- 2000:  Haagse Beemden Loop - 52.21
- 2000: 7e Zevenheuvelenloop - 51.21
- 2002:  Haagse Beemden Loop - 50.52
- 2009: 7e Montferland Run - 54.37
- 2009: 9e Zevenheuvelenloop - 53.08

### 10 Eng. mijl
- 2005: 6e Dam tot Damloop - 55.00
- 2006: 8e Dam tot Damloop - 57.08
- 2016:  Mini-Marathon van Apeldoorn - 58.36
- 2017:  Mini-Marathon van Apeldoorn - 58.00

### 20 km
- 2003: 6e 20 van Alphen - 1:10.29
- 2004: 4e 20 van Alphen - 1:08.46
- 2006: 7e 20 van Alphen - 1:14.51
- 2007: 7e 20 van Alphen - 1:12.28
- 2008: 5e 20 van Alphen - 1:16.15
- 2009: 5e 20 van Alphen - 1:11.42

### Halve marathon
- 2001: 50e WK in Bristol - 1:16.18
- 2002: 4e halve marathon van Egmond - 1:15.13
- 2002:  Halve marathon van Duiven - 1:15.17
- 2002:  Leidsche Rijn City marathon - 1:16.36
- 2002: 35e WK in Brussel - 1:13.08
- 2003:  Bredase Singelloop - 1:13.56
- 2004:  halve marathon van Egmond - 1:17.43
- 2004: 4e City-Pier-City Loop - 1:14.27
- 2004: 28e WK in New Delhi - 1:15.46
- 2005: 18e City-Pier-City Loop - 1:19.33
- 2005:  halve marathon van Zwolle - 1:13.46
- 2005: 6e Bredase Singelloop - 1:14.14
- 2006: 6e halve marathon van Egmond - 1:16.31
- 2006: 7e Venloop - 1:18.26
- 2006: 7e Bredase Singelloop - 1:15.40
- 2007: 8e halve marathon van Egmond - 1:19.09
- 2007:  marathon van Utrecht - 1:16.43
- 2007: 44e WK in Udine - 1:14.47
- 2007:  halve marathon van Merano - 1:15.15
- 2008: 5e halve marathon van Egmond - 1:16.27
- 2008: 5e Bredase Singelloop - 1:16.15
- 2009: 5e halve marathon van Egmond - 1:19.44
- 2009: 6e Venloop - 1:16.09
- 2010: 5e Bredase Singelloop - 1:18.01
- 2015:  halve marathon van Blansko - 1:21.26
- 2016:  halve marathon van Pardubice - 1:17.31

### Marathon
- 2004:  marathon van Apeldoorn - 2:40.16
- 2005:  marathon van Marrakesh - 2:47.06
- 2006:  marathon van Apeldoorn - 2:49.29
- 2007:  marathon van Apeldoorn - 2:47.36
- 2008:  marathon van Apeldoorn - 2:39.20
- 2009:  marathon van Apeldoorn - 2:46.37
- 2010:  marathon van Apeldoorn - 2:52.45
- 2011:  marathon van Apeldoorn - 2:45.33
- 2013:  marathon van Apeldoorn - 2:53.20

### overige afstanden
- 2000:  Mini-Marathon van Apeldoorn (18,5 km) - 1:03.39
- 2001:  Mini-Marathon van Apeldoorn (18,5 km) - 1:06.21
- 2002:  Mini-Marathon van Apeldoorn (18,5 km) - 1:08.02
- 2003:  Mini-Marathon van Apeldoorn (18,5 km) - 1:05.27

### Veldlopen
- 1991: 115e WK junioren - 16.25
- 2002: 8e Warandeloop - 21.22
- 2006: 4e Internationale Sprintcross - 23.51
- 2007: 15e Warandeloop - 29.38